# Paul Michel Gabriel Lévy
Paul Michel Gabriel, Baró Lévy (27 de novembre del 1910 – 16 d'agost del 2002) fou un periodista i professor belga. Nascut a Brussel·les, fou un supervivent de l'Holocaust. Jueu de naixement, es convertí al catolicisme el juliol del 1940. Durant molt de temps fou director d'informació del Consell d'Europa, en el qual contribuí a dissenyar la bandera d'Europa juntament amb Arsène Heitz durant la dècada del 1950.